# Катарина Боснийская

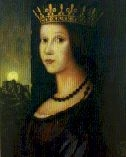
Предполагаемый портрет Катарины Боснийской

Катарина Косача-Котроманич или Катарина Боснийская (серб. Катарина Косача-Котроманић; около 1424, Мостар — 25 октября 1478, Рим) — последняя королева Боснии, блаженная католической церкви.

## Биография
Дочь богатого герцога Стефана Вукчича Косача из современной Герцеговины и его жены Елены Балшич. Косачи были владетелями земель на юге боснийского государства, а также в некоторых районах Сербии и Черногории, центральной Далмации и местностей от Котора до Дубровника.
Воспитывалась в патрицианской семье. Её детство и жизнь совпали с трудным периодом для страны. Османская империя периодически подвергала нападениям, грабежам и сожжению боснийские города и сёла.
26 мая 1446 года вышла замуж за короля Боснии Степана Томаша. Брак был заключён по политическим мотивам, с тем, чтобы положить конец политической нестабильности в стране. До брака она обратилась в католичество и вышла замуж в соответствии с католическим обрядом.
В молодости Степан Томаш, как и большинство жителей Боснии, был богомилом, однако впоследствии принял католичество. Степан Томаш был незаконным сыном боснийского короля Степана Остоя, который умер в 1418 году. До восшествия на престол в 1443 году, долгое время скрывался от турок. Сошёлся с простолюдинкой Воячей, пообещав ей жениться, у которой родился сын Степан Томашевич (? — 1463), в будущем последний король Боснии.
Когда Степан Томаш стал королём, дворяне посоветовали ему оставить Воячу, потому что она была простолюдинкой и неподходящей для роли королевы. Томаш, ставший католиком, заявил, что не может сделать этого без личного разрешения Святейшего Престола.
19 мая 1445 года папа Евгений IV признал его королём Боснии и дал разрешение на развод с Воячей.
От брака с Катариной у Стефана Томаша было трое детей:
- Катарина
- Сигизмунд (оказался в Османской империи, принял ислам и сменил имя на Исхак-бей Кралоглу)
- сын (имя неизвестно)

После смерти Степана Томаша в 1461 году Катарина осталась с двумя малолетними детьми, Сигизмундом и Катариной. Степан Томашевич, сын Степана Томаша и Воячи, стал боснийским королём, первым увенчанным короной из Рима. Его главная забота заключалась также в хороших отношениях со Степаном Вукчичем Косачем. Из-за этого, ещё до того, как он был коронован, он признал за Катариной все королевские права и объявил её королевой-матерью.
Катарина осталась при королевском дворе до смерти Томашевича в 1463 году, когда турецкий султан Мехмед II напал на Боснию. Степан Томашевич был схвачен и убит, а двоих детей королевы Катарины забрали в турецкий плен, сама она смогла избежать пленения, так как находилась с братом Владиславом в южных регионах страны.
В начале июля 1463 года она переехала в Дубровницкую республику, где выступала в качестве законного представителя боснийского королевства.
Во время своего пребывания в Дубровнике Катарина следила за ситуацией в Боснии и надеялась, что её королевство вскоре будет освобождено от турок. Но по прошествии времени освобождение не состоялось, и в 1466 году она переехала в Рим, где нашла прибежище у Папы Павла II, который постановил, что она будет получать постоянную помощь из папской казны. С 1467 по 1478 год она получила не менее 6541 золотого дуката. При ней был небольшой двор боснийцев, последние десять лет она жила возле церкви Святого Марка.

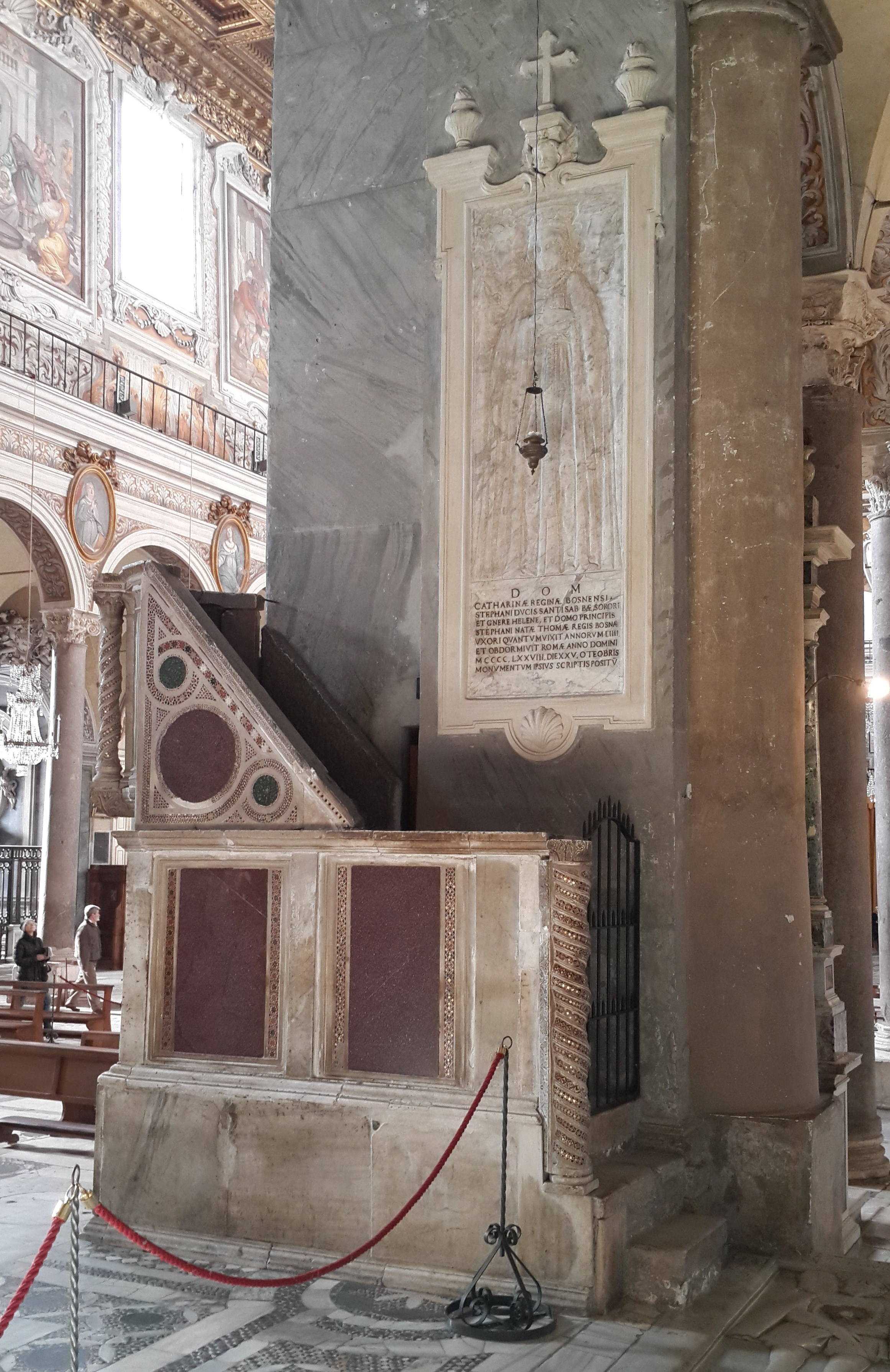
Надгробная плита Катарины Боснийской, базилика Санта-Мария-ин-Арачели, Рим

В течение всего времени проживания в Риме она думала об освобождении своего королевства и, в частности, освобождении двух её малолетних детей, которые были доставлены в Стамбул и склонялись к принятию исламской веры. Иногда турки возвращали захваченных детей за хороший выкуп, и Катарина считала, что она тоже может освободить своих детей из плена. С этой целью она обратилась ко многим итальянским правителям с просьбой о финансовой помощи. Однако все её усилия были напрасны. Турки отказали ей, и она больше никогда не увидела своих детей.
В возрасте 54 лет заболела. Умирая, завещала, чтобы её похоронили в римской Базилике Богоматери Небесного Алтаря (Санта-Мария-ин-Арачели).
Королева считалась идеалом добродетели и была беатифицирована, её память празднуется в день смерти 25 октября.